# 야스나야 폴랴나

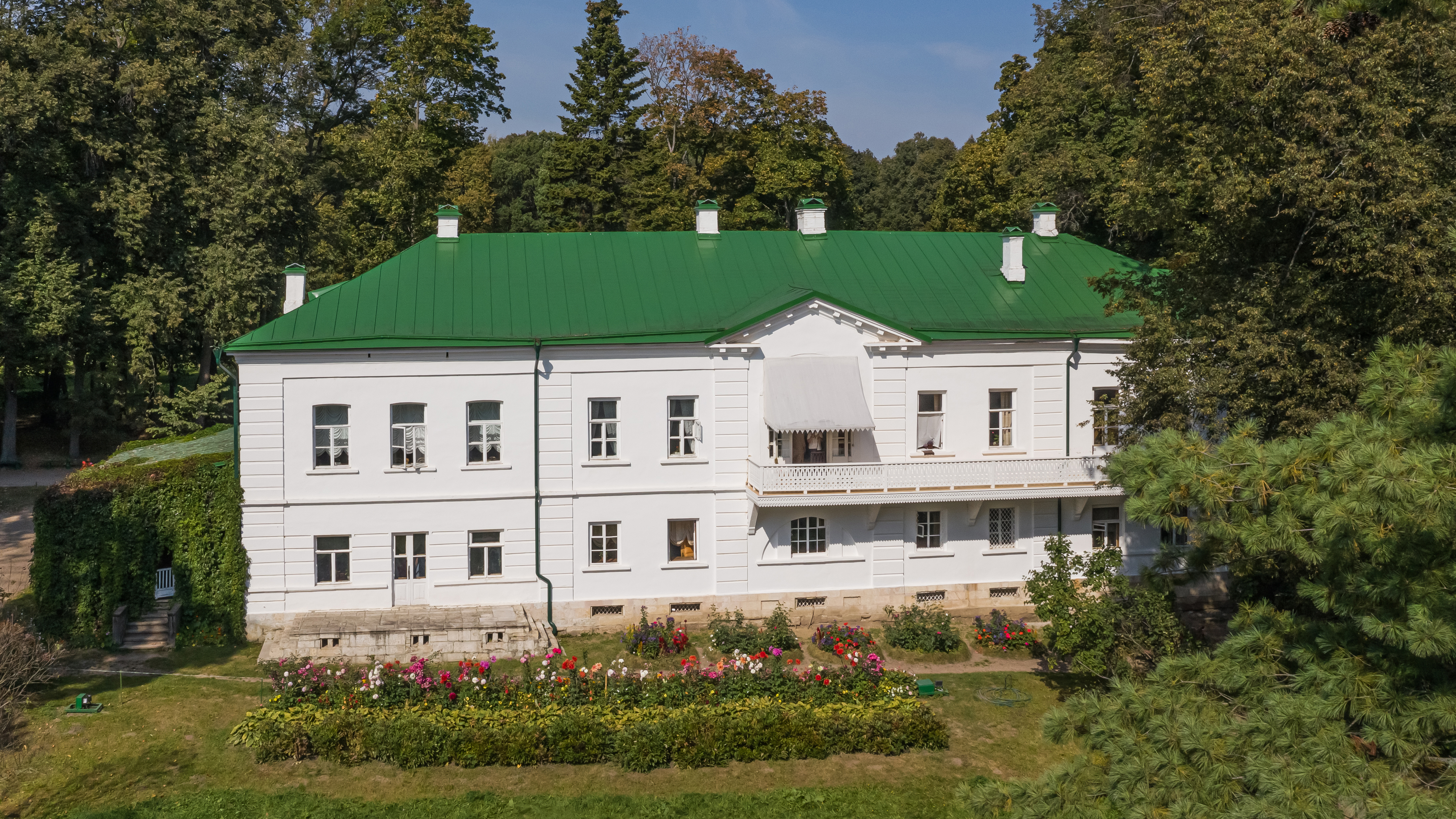
야스나야 폴랴나

야스나야 폴랴나(러시아어: Ясная Поляна)는 러시아의 박물관으로 레프 톨스토이가 태어난 곳이다. 야스나야 폴랴나는 러시아어로 "빛나는 공터"를 뜻한다. 툴라에서 남서쪽으로 12km 정도 떨어진 곳에 위치한다.